# Sossze Entuziasztov
A Sossze Entuziasztov (Шоссе Энтузиастов, magyarul Lelkesedők országútja)  Moszkva keleti irányú sugárútja a Rogozsszkaja Zasztava tér (Площадь Рогожская Застава) és a moszkvai autópálya körgyűrű között. A városon kívül az M7-es „Volga” főútban folytatódik Vlagyimir felé, de Balasiha, majd a távolabbi Noginszk városán átvezető szakasza újra felveszi a Sossze Entuziasztov nevet.

## Nevének eredete
Az utat a középkor óta Vlagyimiri útnak nevezték a rajta keresztül elérhető legfontosabb városról, az eredetileg rivális fejedelemség székhelyéről. (A „sossze” szó az oroszban a francia „chaussée” szó átvétele és annak megfelelően szilárd burkolatú országutat, kövesutat jelent.) A cári korban a száműzöttek egy része is erre gyalogolt Szibéria felé, és ezért javasolta 1919-ben Lunacsarszkij, hogy a forradalmárokról nevezzék el az utat.

## Leírása
Az út mentén a 19. századtól,  majd a szovjet korszakban különösen jelentős ipartelepek és munkástelepülések, lakónegyedek épültek. Az út egy szakaszán hosszan halad Moszkva egyik legnagyobb városi parkja, az Izmajlovszkij park mellett.
A rendszerváltás után az egyre élénkülő személygépkocsi-forgalom következtében az útnak különösen az Izmajlovszkij park és a Terleckij park között vezető szakasza hírhedtté vált a gyakori súlyos közlekedési balesetek, frontális összeütközések miatt. Csak 2014-ben választották el itt a két forgalmi irányt egymástól terelőfalakkal.
A 108,9 kilométer hosszú moszkvai autópálya körgyűrű (Московская кольцевая автомобильная дорога, МКАД) kilométer-számozása a Sossze Entuziasztov kereszteződésétől kezdődik déli irányban és értelemszerűen ide ér vissza északról, azaz az óramutató járásával egyező irányban halad.
Az úton két metróállomás található, a Sossze Entuziasztov, (itt a helyiérdekű moszkvai városi körvasútnak is van megállója) valamint az Aviamotornaja. A sugárút belvárosi kiindulópontjának közelében vannak a Ploscsagy Iljicsa és a Rimszkaja metróállomások.
A felszínen a sugárúton a városi tömegközlekedés igen sok járata, autóbusz, trolibusz, és – elkülönített pályán – villamos közlekedik.

## Fordítás
- Ez a szócikk részben vagy egészben a Шоссе Энтузиастов című orosz Wikipédia-szócikk ezen változatának fordításán alapul.  Az eredeti cikk szerkesztőit annak laptörténete sorolja fel. Ez a jelzés csupán a megfogalmazás eredetét és a szerzői jogokat jelzi, nem szolgál a cikkben szereplő információk forrásmegjelöléseként.